# Las Lajas (Panama, Panama Ouest)
Pour les articles homonymes, voir Las Lajas.
Las Lajas est un corregimiento du district de Chame dans la province de Panama Ouest en République de Panama.

la province de Panama Ouest

## Villages, cités et villes
- El Harino
- Las Penitas
- Cerro Gordo
- Palo Bobo
- Juan Miguel
- Vargas
- El Espavecito
- Los Limones
- Cabuya
- Agua Mina
- El Llano del Medio
- Coloncito
- San Jose
- Los Nisperos
- Vista Alegre
- Rodeo Viejo
- El Poroporo
- El Nance
- El Creo

## Population
- 2010 : 3 431
- 2000 : 2 531
- 1990 : 1 602